# Kálmosvirágúak
A kálmosvirágúak (Acorales) az egyszikűek osztályának (Liliopsida) egyik rendje. Egyetlen család, a kálmosfélék (Acoraceae) és egyetlen nemzetség, az Acorus nemzetség tartozik a rendbe.
A kladogramról leghamarabb levált egyszikű-csoport, a többi testvércsoportja. Korábban torzsavirágzata miatt a kontyvirágfélék (Araceae) közé sorolták. A genetikai és molekuláris biológiai elemzések azonban bizonyítják: nincs közelebbi rokonságuk a kontyvirágokkal, a torzsavirágzat csak konvergens jelleg.
- Leveleik kard alakúak, két sorba rendeződnek.
- A rizóma hát-hasi irányban erősen lapított, a felső oldalból erednek a levelek, a hasiból a gyökerek. Belsejét nagy mennyiségű átszellőztető alapszövet béleli, belőle régebben kálmosolajat vontak ki (parfümipar, gyógyászat). A kálmosok ivartalanul a rizómájának elágazásaival szaporodnak.
- A torzsavirágzat elhajlik a kihegyesedő, egyenesen folytatódó buroklevél elől.
- A virágok hímnősek, 6 porzóval, 6 lepellel, 3 üregű termőlevéllel.

## Acorus
Az Acorus nemzetségnek különböző vélemények szerint 2-4 faja van. Kivétel nélkül mocsári, vízi növények, de hajtásuk a víz színe fölé emelkedik. A Kárpát-medencében él az orvosi kálmos (Acorus calamus).